# Янг, Ли Томпсон
Ли Томпсон Янг (англ. Lee Thompson Young; 1 февраля 1984 — 19 августа 2013) — американский актёр.

## Биография
Ли Томпсон Янг родился в городе Колумбия в Южной Каролине, США. Когда он учился в начальных классах, его родители развелись. Выступал в любительском театре в городе Гринвилл. В возрасте 10 лет исполнил роль Мартина Лютера Кинга в одном из представлений.
В 1996 году Ли Янг уехал в Нью-Йорк, где через агентства начал искать работу в театрах. В 1998 году был приглашён на главную роль в сериале «Известный Джет Джексон». В дальнейшем снимался в нескольких сериалах, в частности, в ряде сезонов «Тайны Смолвиля».
Тело Ли Томпсона Янга нашли в его квартире на севере Голливуда 19 августа около 09:15, коллеги, обеспокоенные неявкой актёра на съёмки, обратились в полицию. Полицейские обнаружили Ли Янга мёртвым в своём доме. По сведениям полиции, Ли Янг застрелился из пистолета. Ранее у Ли Янга диагностировали биполярное расстройство, актёр лечился и страдал от депрессии. Экспертиза показала, что перед смертью Ли Янг продолжал принимать медикаменты, в его крови не было обнаружено следов алкоголя или наркотиков.
Что стало причиной самоубийства молодого человека, до сих пор не ясно.
Впоследствии семья актёра основала в его честь Фонд имени Ли Томпсона Янга Архивная копия от 9 февраля 2022 на Wayback Machine, целью которого является дестигматизация и формирование толерантного отношения к людям с психическими расстройствами.

## Фильмография
| Год       |     | Русское название                    | Оригинальное название                      | Роль              |
| --------- | --- | ----------------------------------- | ------------------------------------------ | ----------------- |
| 1998—2003 | с   | Известный Джет Джексон              | The Famous Jett Jackson                    | Джет Джексон      |
| 1999      | тф  | Джонни Цунами                       | Johnny Tsunami                             | Сэм Стерлинг      |
| 2001      | ф   | Джетт Джексон: Кино                 | Jett Jackson: The Movie                    | Джетт Джексон     |
| 2002      | с   | Филадельфия                         | Philly                                     | Стивен Хикс       |
| 2002      | с   | Защитник                            | The Guardian                               | Леви Муни         |
| 2003      | с   | Джейк 2.0                           | Jake 2.0                                   | Принц Малик Намир |
| 2004      | ф   | Искупление                          | Redemption: The Stan Tookie Williams Story | Чарльз            |
| 2004      | с   | Гордая семья                        | The Proud Family                           | подросток Биби    |
| 2004      | ф   | В лучах славы                       | Friday Night Lights                        | Крис Комер        |
| 2004—2005 | с   | Шаолиньские разборки                | Xiaolin Showdown                           | Джермейн          |
| 2005      | с   | Кевин Хилл                          | Kevin Hill                                 | Леви              |
| 2006      | с   | Саус Бич                            | South Beach                                | Алекс Бауэр       |
| 2006      | ф   | Испытание Акилы                     | Akeelah and the Bee                        | Девон Андерсон    |
| 2006—2010 | с   | Тайны Смолвиля                      | Smallville                                 | Виктор Стоун      |
| 2007      | ф   | У холмов есть глаза 2               | The Hills Have Eyes. Part II               | Делмар            |
| 2007      | кор | Манограф                            | Mano                                       | Машито            |
| 2008      | тф  | Пятилетний план                     | Five Year Plan                             | Мутаби            |
| 2008      | с   | Терминатор: Битва за будущее        | Terminator: The Sarah Connor Chronicles    | агент Стюарт      |
| 2009      | с   | Клиника                             | Scrubs                                     | Дерек             |
| 2009      | с   | Линкольн-хайтс                      | Lincoln Heights                            | Джулиан           |
| 2009—2010 | с   | Вспомни, что будет                  | FlashForward                               | Ал Гоф            |
| 2010      | кор | Ублюдок                             | Bastard                                    | пассажир          |
| 2010      | с   | Славные парни                       | The Good Guys                              | Эрик Уильямс      |
| 2011      | с   | Событие                             | The Event                                  | капрал Белл       |
| 2012      | с   | C.S.I.: Место преступления Нью-Йорк | CSI: NY                                    | Кельвин Мур       |
| 2012      | ф   | Просто американец                   | Just an American                           | Кёртисс Джексон   |
| 2010—2013 | с   | Риццоли и Айлс                      | Rizzoli & Isles                            | Барри Фрост       |